# Rudolf Steiner (Regisseur)
Rudolf Steiner (* 1942 in Berlin) ist ein deutscher Filmregisseur, Drehbuchautor und Filmproduzent.

## Leben
Rudolf Steiner studierte an der Hochschule für Film und Fernsehen „Konrad Wolf“ in Potsdam-Babelsberg. Von 1971 bis 1973 arbeitete er als Kameramann für den Sender Freies Berlin. Sein erster eigener Film als Regisseur war Aufwind (1978). Als Produzent hat er unter anderem 1996 Armin Mueller-Stahls Kinofilm Gespräch mit dem Biest realisiert.

## Filmografie
- 1985: Unser Mann im Dschungel (Regie zusammen mit Peter Stripp)
- 1988: Fünf Bier und ein Kaffee
- 1998/1999: Cross-Eyed